# 788
788 (DCCLXXXVIII) fue un año bisiesto comenzado en martes del calendario juliano, en vigor en aquella fecha.

## Acontecimientos
- España: Hisham I de Córdoba (o Hixem), sucede como emir a Abderramán I.
- Muere Mauregato, siendo sepultado en Pravia. Tras su muerte es nuevamente elegido Alfonso como rey de Asturias.

## Nacimientos
- Adi Shankará, sabio hindú (m. 820).

## Fallecimientos
- Abderramán I, primer emir independiente de Córdoba.
- Mauregato, rey de Asturias.